# 태풍 사우델로르 (2015년)
태풍 사우델로르 (SOUDELOR)는 2015년에 발생한 태풍 제13호이다. 사우델로르는 미크로네시아에서 제출한 이름으로 폰페이섬(Pohnpei)을 지배한 전설적인 사우델로르 왕조의 추장을 뜻한다. 섬 이름은 현지어로 "돌로 만든 제단(pehi) 위(pohn)"를 뜻한다. 이 태풍은 대만과 중국에 피해를 남겨 '사우델'로 제명되었다.

## 개요

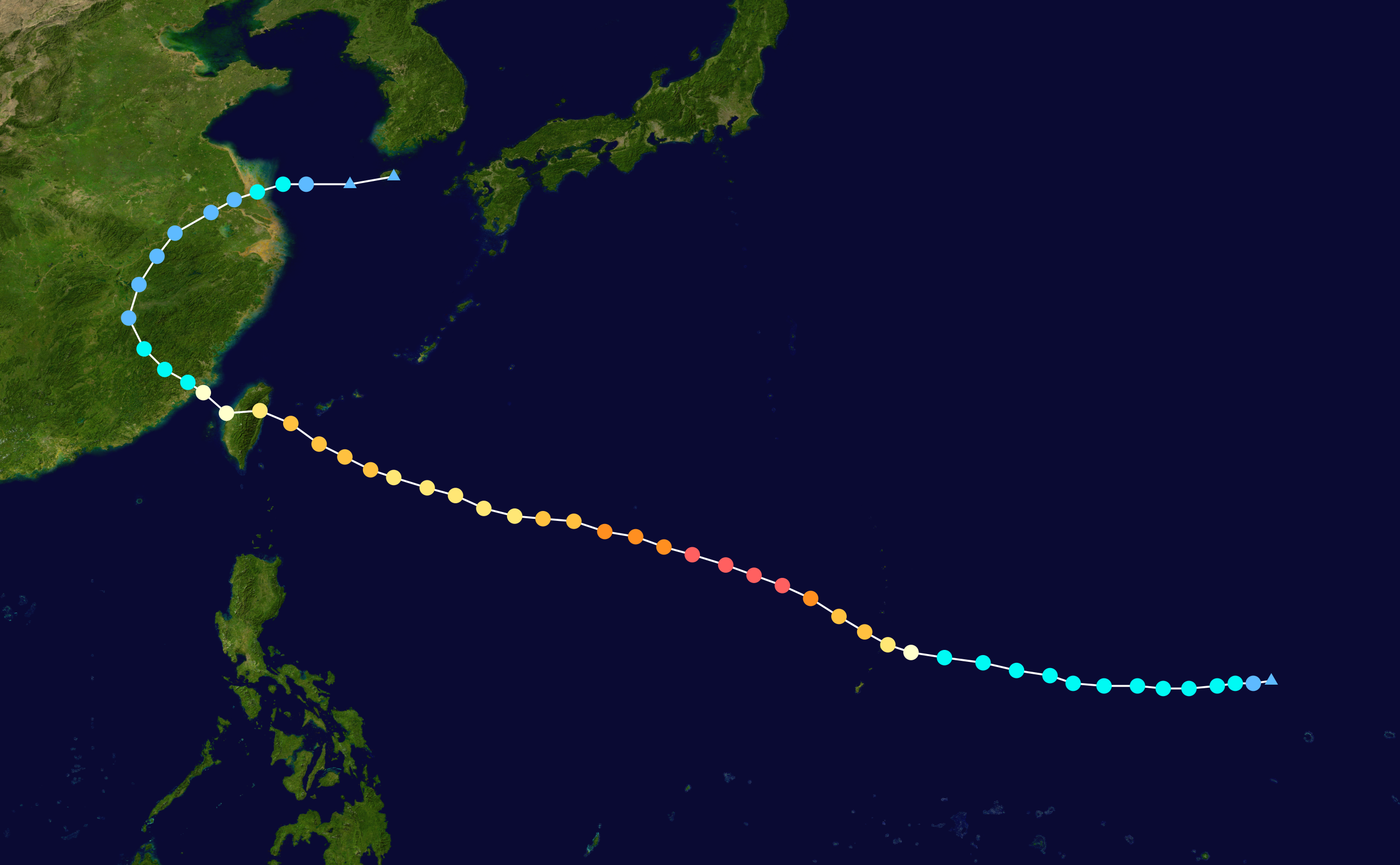
태풍 사우델로르 의 진행

2015년 제13호 태풍 사우델로르(SOUDELOR)는 7월 30일 오후 9시에 중심기압 1000hPa, 최대풍속 18m/s, 강풍 반경 220km(북쪽 반경), 크기 '소형'의 열대폭풍으로 미국 괌 동쪽 약 1,570km 부근 해상에서 발생하였다.(일본 기상청 태풍정보 기준) 발생 이후 서~서북서진하며 급발달해서 사이판섬을 8월 3일 0시에 중심기압 955hPa, 최대풍속 39m/s(일본 기상청 태풍정보 기준)의 세력으로 관통하였다. 사이판섬 관통 이후에도 계속 서북서진하며 발달해서 8월 4일 오전 3시에 미국 괌 북서쪽 약 640km 부근 해상에서 중심기압 900hPa, 최대풍속 59m/s, 강풍 반경 390km(북쪽 반경)의 세력 '맹렬함', 크기 '중형'(일본 기상청 태풍정보 속보치 기준)의 태풍으로 최성기를 맞이하였다. 최성기 이후 열용량이 낮은 곳을 지나면서 조금 약화되었다가 대만 동쪽 해상이 열용량이 높아 재발달했고, 재발달한 세력인 중심기압 930hPa, 최대풍속 49m/s(일본 기상청 태풍정보 기준)의 세력으로 8월 8일 오전 5시 40분경 대만 화롄시 부근 육상에 상륙하였다. 대만 관통 뒤 약화된 세력인 중심기압 970hPa, 최대풍속 36m/s(일본 기상청 태풍정보 기준)의 세력으로 중화인민공화국 푸저우 부근 육상에 상륙하였고, 중국 대륙 상륙 이후 급약화되어서 일본 기상청 기준으로는 8월 9일 오후 9시에 중화인민공화국 상하이 남서쪽 약 620km 부근 육상에서 중심기압 996hPa의 열대저압부로 소멸하였다(한국 기상청 기준으로는 8월 10일 오전 3시에 중화인민공화국 상하이 서남서쪽 약 560km 부근 육상에서 중심기압 998hPa의 열대저압부로 소멸하였다).

## 같이 보기
- 태풍 오마르
- 태풍 위니 (1997년)
- 태풍 하이탕 (2005년)
- 태풍 모라꼿 (2009년)
- 태풍 하이옌 (2013년)
- 태풍 돌핀 (2015년)
- 태풍 네파탁 (2016년)